# Moois
Stichting MOOIS media is een Nederlandse culturele stichting, die tv-programma's en andere producties maakt over de culturele sector in Rotterdam en omstreken. Dit mediabedrijf brengt onder andere het cultuurprogramma Moois en de meeneemkrant Puntkomma. Dit is in 1996 met het cultuurprogramma begonnen. In 2000 is de Stichting MOOIS media opgericht, en sinds 2013 wordt de meeneemkrant gratis verspreid in de stad. Met deze mediaproducten had Moois media in 2016 een bereik van zo'n 133.000 personen per maand.

## Producten

### Culturele magazineMoois
In 1996 is de productie begonnen van het cultuurprogramma Moois voor de regionale omroep TV Rijnmond. Met gemiddeld zo'n twee nieuwe programma's per maand zijn anno 2019 zo'n 500 aflevering gemaakt. Dit maakt Moois tot het langstlopende cultuurprogramma op de Nederlandse televisie.
De programma's zijn geproduceerd door Christiaan van Schermbeek en jarenlang gepresenteerd door acteur Jack Wouterse. Over de essentie van de aflevering zegt Antenna-Men: 
MOOIS was jarenlang bij repetities, in de theaters, achter de schermen van concertzalen, in de straten. Ze sprak daar met acteurs, kunstenaars en musici en dansers. Hieruit is over de jaren een gigantisch archief ontstaan. Zoeken in dit archief kan via discipline en instellingen of via een geïndexeerde namenlijst. Dit archief wordt regelmatig aangevuld.

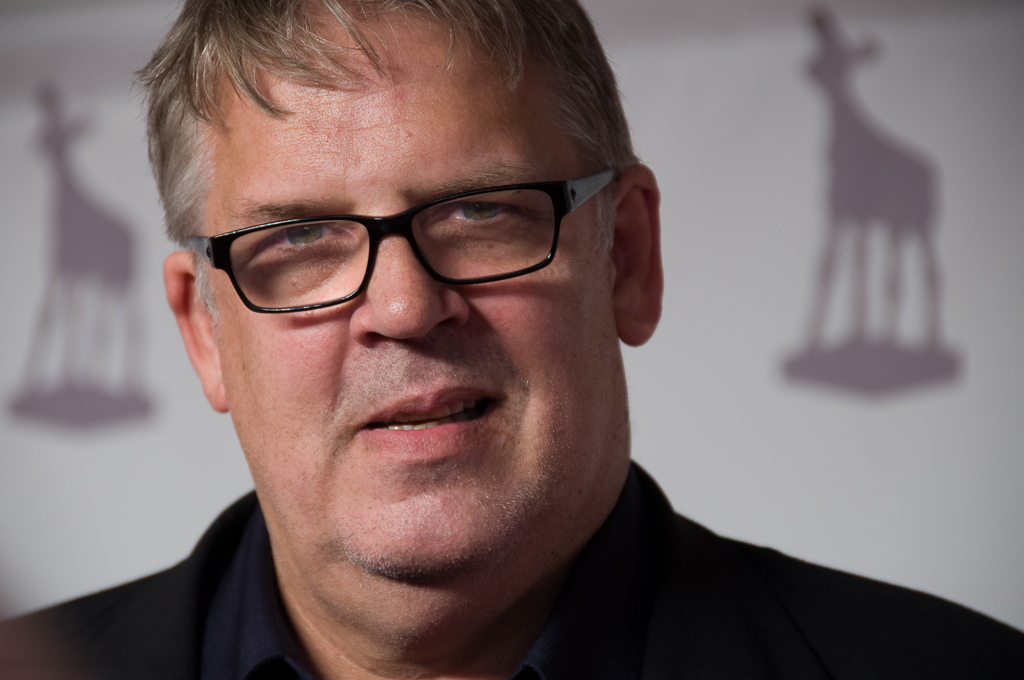
Moois is jarenlang gepresenteerd door Jack Wouterse.

Door RTV Rijmond wordt het karakter van het Moois programma's als volgt samengevat: 
In het culturele magazine MOOIS gaan we achter de coulissen, in ateliers en op de concertpodia op zoek naar de achtergronden van het rijke culturele aanbod in Rotterdam. We ontmoeten kunstenaars, dansers, acteurs en liefhebbers en spreken met ze over hun inspiratie en gedrevenheid. MOOIS onderzoekt hoe ontregelend, ontroerend of plezierig kunst en cultuur kunnen zijn.
Zo zijn er aflevering gewijd aan kunstenares Hedy Gubbels, kunstenaarscollectief het Observatorium, filmmaker Marieke van der Lippe, cultuurmakers als Giel van Strien en Frank Visbeen, en het Museum Hillesluis. In totaal zijn met de jaren meer dan 500 onderwerpen uitgelicht.

### MeeneemkrantPuntkomma
In 2013 is de stichting Moois media begonnen met een gedrukt tijdschrift over kunst en cultuur in Rotterdam, genaamd Puntkomma. Dit wordt als gratis krant verspreid in Rotterdam. Alle artikelen verschijnen daarnaast op de eigen website puntkomma.org. De inhoud wordt geschreven door vrijwilligers en uitgegeven door de stichting Moois uitgeverij.
Het tijdschrift Puntkomma bracht vergelijkbare achtergrondverhalen over eenzelfde range onderwerpen. Zo ging het over kunstenaars als Hans Andringa, Bik Van der Pol en Antoon Derkzen van Angeren, en cultuurmakers als Ove Lucas. 

### OffScreen filmavonden
Stichting Moois media is in Rotterdam ook mede-organisator van het film- en debatprogramma Off Screen, dat regelmatig plaatsvindt in het Worm cultuurcentrum.

## Organisatie
Dit ontwikkeling van cultuurprogramma is in 1996 begonnen met een format, wat daarna redelijk stabiel is gebleven. In 2000 heeft de organisatie de Stichting MOOIS media opgericht.
Naast de inkomsten uit programma's draait Moois op enige subsidies. Met een gemeentelijke subsidie van zo'n 18.000 euro per jaar (2017) van de Gemeente Rotterdam, dienst Kunst en Cultuur behoort de stichting tot de kleinere spelers in de Rotterdamse cultuursector.
Hiernaast werkt Moois media samen met Rotterdam Festivals. Met andere externe media, zoals Nieuwspeper (een colofon dat samen verschijnt samen met dagblad Metro), De Havenloods en  Open Rotterdam (Weekoverzicht uitzendingen op RTV Rijnmond) worden naar verwachting zo'n 4 miljoen contactmomenten per maand gegenereerd.